# سیارک ۸۶۰۰
سیارک ۸۶۰۰ (به انگلیسی: 8600 Arundinaceus، نامگذاری:3060T-2) هشت هزار و ششصدمین سیارک کشف شده‌است که در ۳۰ سپتامبر ۱۹۷۳ کشف شد.
قدر مطلق سیارک برابر ۱۴٫۳۰ است.